# دهشور
قرية دهشور هي إحدى القرى التابعة لمركز البدرشين في محافظة الجيزة في جمهورية مصر العربية. حسب إحصاءات سنة 2006، بلغ إجمالي السكان في دهشور 14736 نسمة، منهم 7481 رجل و7255 امرأة. دهشور من المناطق السياحية التي يأتي إليها زوار من جميع أنحاء العالم لما فيها من آثار مصرية قديمة كثيرة، حيث اختار فرعون مصر سنفرو هضبة دهشور الصخرية لإنشاء مقبرته، لتضارع مقبرة والده زوسر صاحب هرم سقارة المدرج.

## المقابر الفرعونية
تحتوي دهشور على مقبرة ملكية مصرية قديمة، كما بها عدد من الأهرامات بُنيت في الفترة بين سنتي 2613-2589 ق.م. كان هرم سنفرو أول أهرامات دهشور حيث بُني في عهد الملك سنفرو، حاول فيه سنفرو بناء هرم أملس الجوانب، لكن نتيجة بعض الأخطاء في قطع الأحجار وليونة التربة التي بني عليها الهرم، انحنى الهرم. لذا أمر سنفرو ببناء هرم دهشور الثاني الهرم الأحمر بارتفاع 104م وبزاوية ميل 43 درجة. اشتهر هذا الهرم باسم «الهرم الأحمر» لاستخدام الحجر الجيري الأحمر في بنائه، ويُعتقد أن الملك سنفرو مقبور في هذا الهرم.
في عهد الأسرة الثانية عشر، شيّد الملك أمنمحات الثاني في دهشور هرمًا يُسمّى الآن بالهرم الأبيض، غير أن واجهته الرملية تآكلت بسبب العوامل الجويّة، فاستخدمت أحجاره الجيرية في أهرامات أخرى، فإنهار الحجر، وتدنّس بذلك قبر الملك أمنمحات الثاني. كذلك بنى الملك سنوسرت الثالث هرمًا آخر في دهشور، كما شيّد مقابر للأميرات سيتاثور وميرت.
كما تم العثور في دهشور على عدد من المقابر الملكية لأميرات ملكيات، احتوت على كمية كبيرة من الجواهر والمجوهرات متقنة الصنع. بالإضافة إلى عدة أهرامات صغيرة الحجم لأميرات ملكيات جنوب دهشور. كذلك تواجدت في دهشور عدة مقابر واسعة لبعض مسؤولي المملكتين المصرية القديمة والمصرية الوسطى حول أهرامات دهشور.

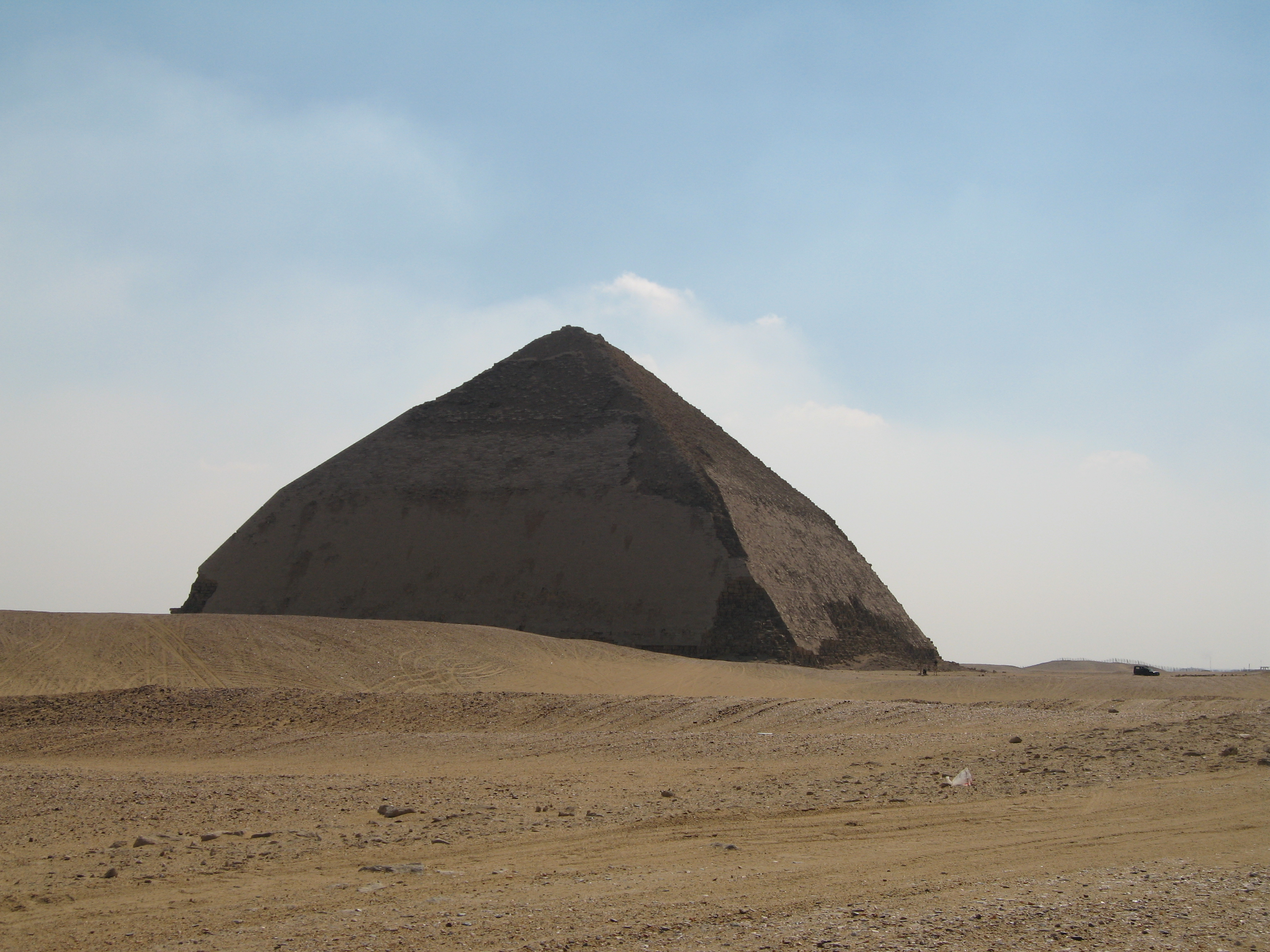
هرم سنفرو المائل
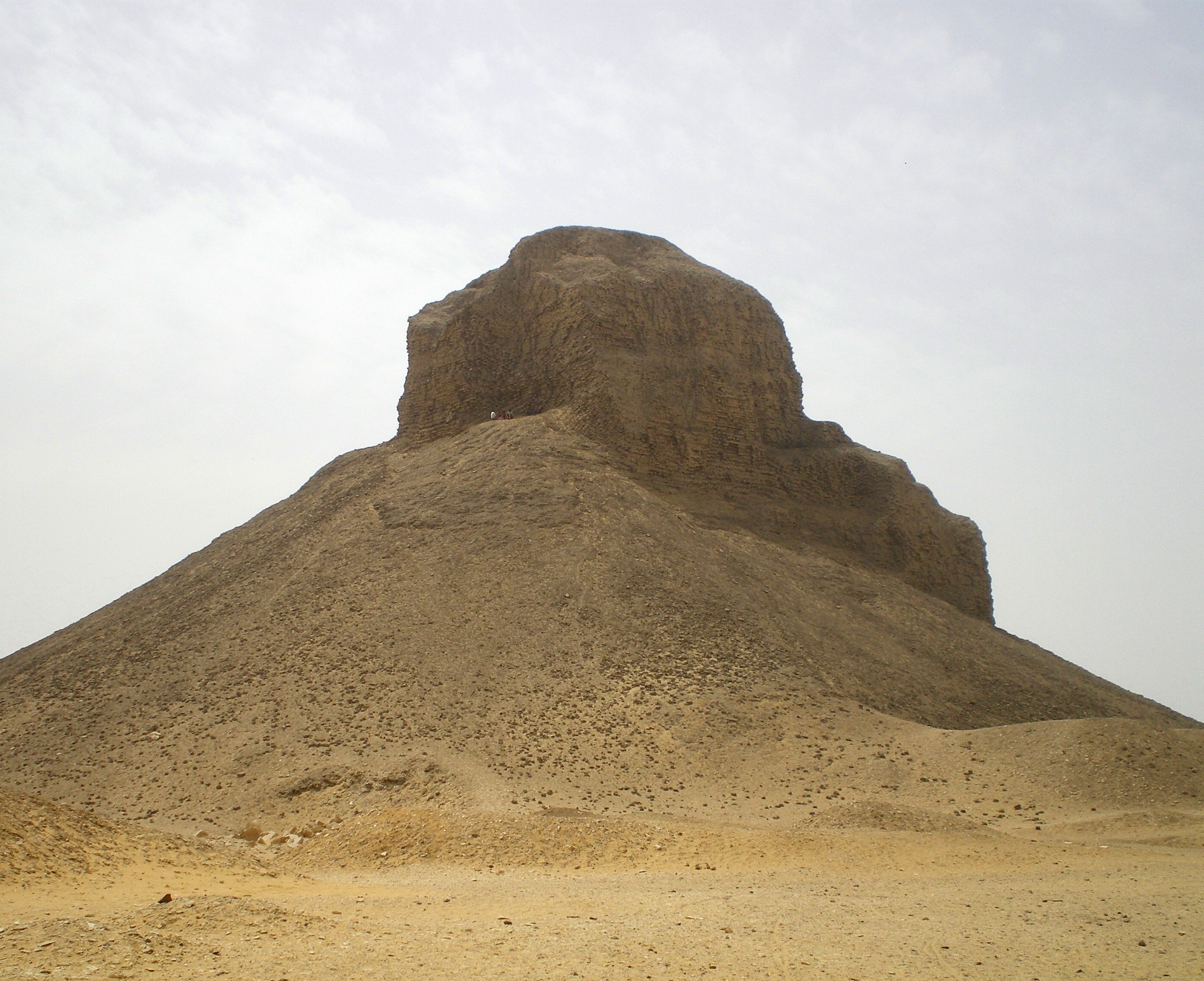
الهرم الأسود
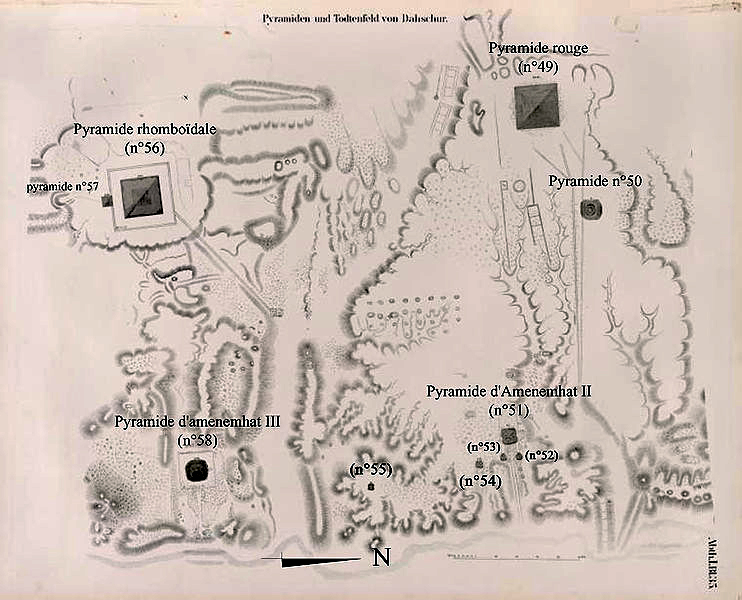
خريطة لمنطقة أهرامات دهشور رسمها الباحث الألماني "كارل ليبسيوس"
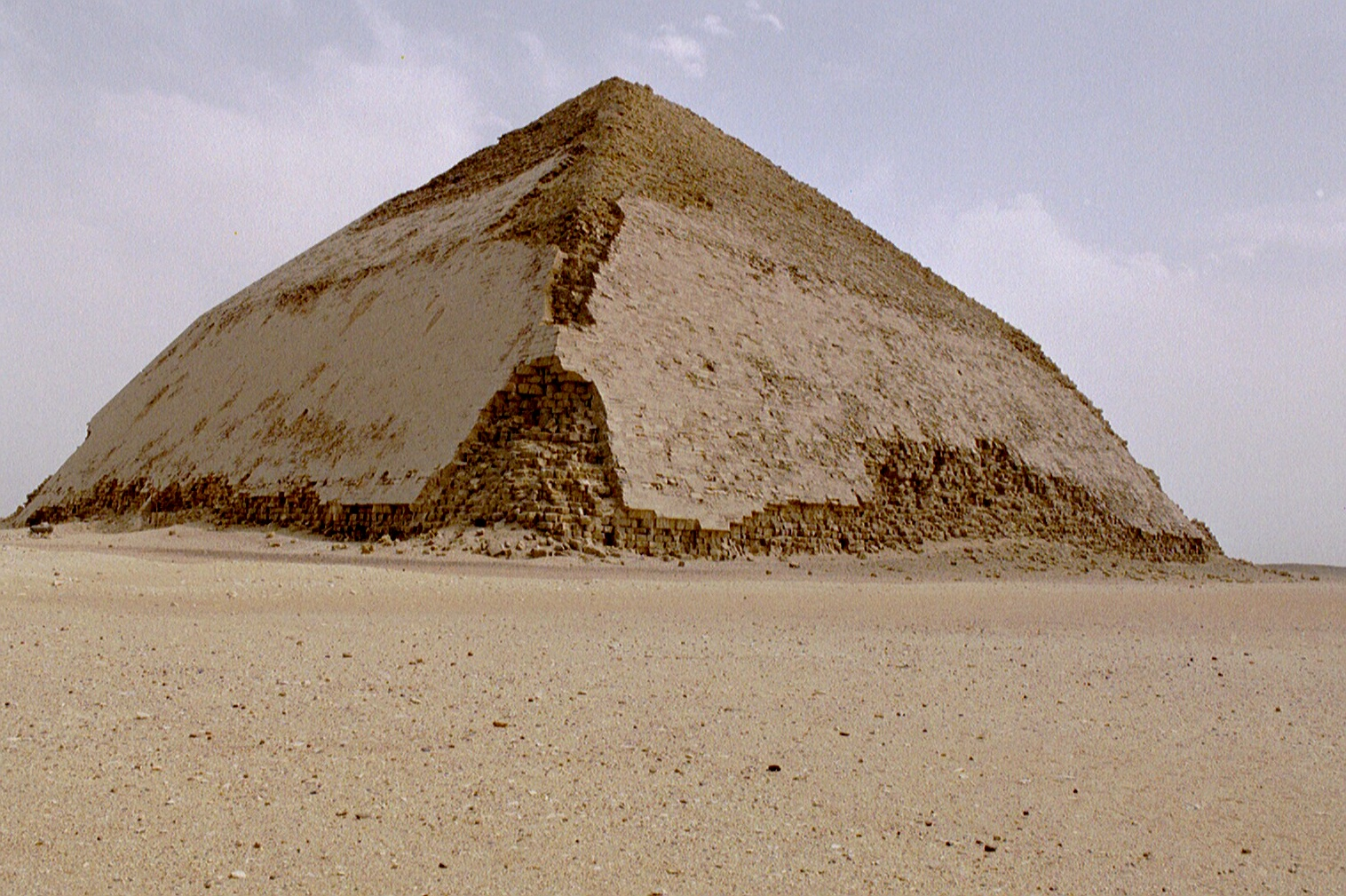
الهرم المائل لسنفرو من الاسرة الرابعة
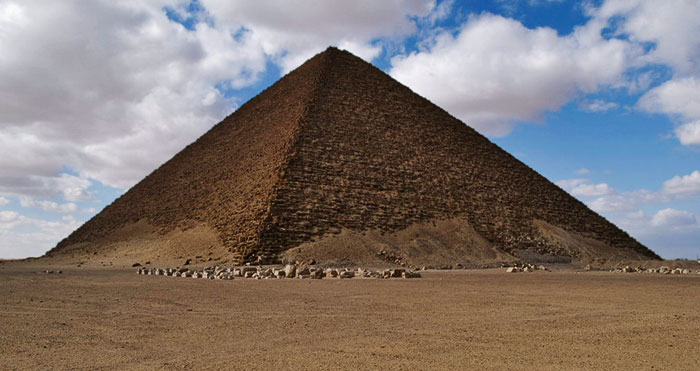
الهرم الأحمر بناه سنفرو
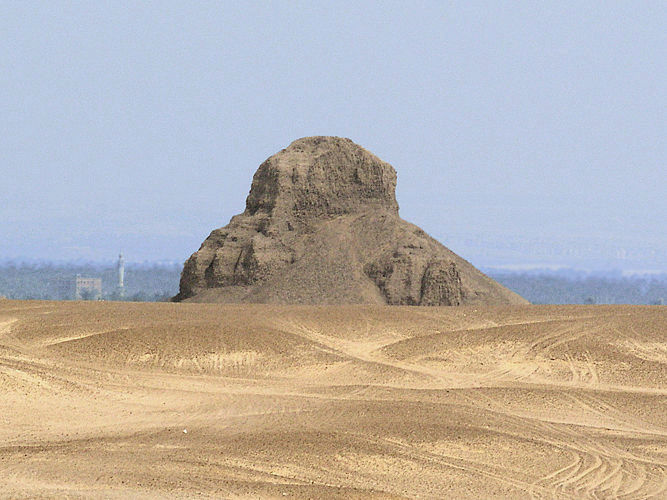
هرم أمنمحات الثالث
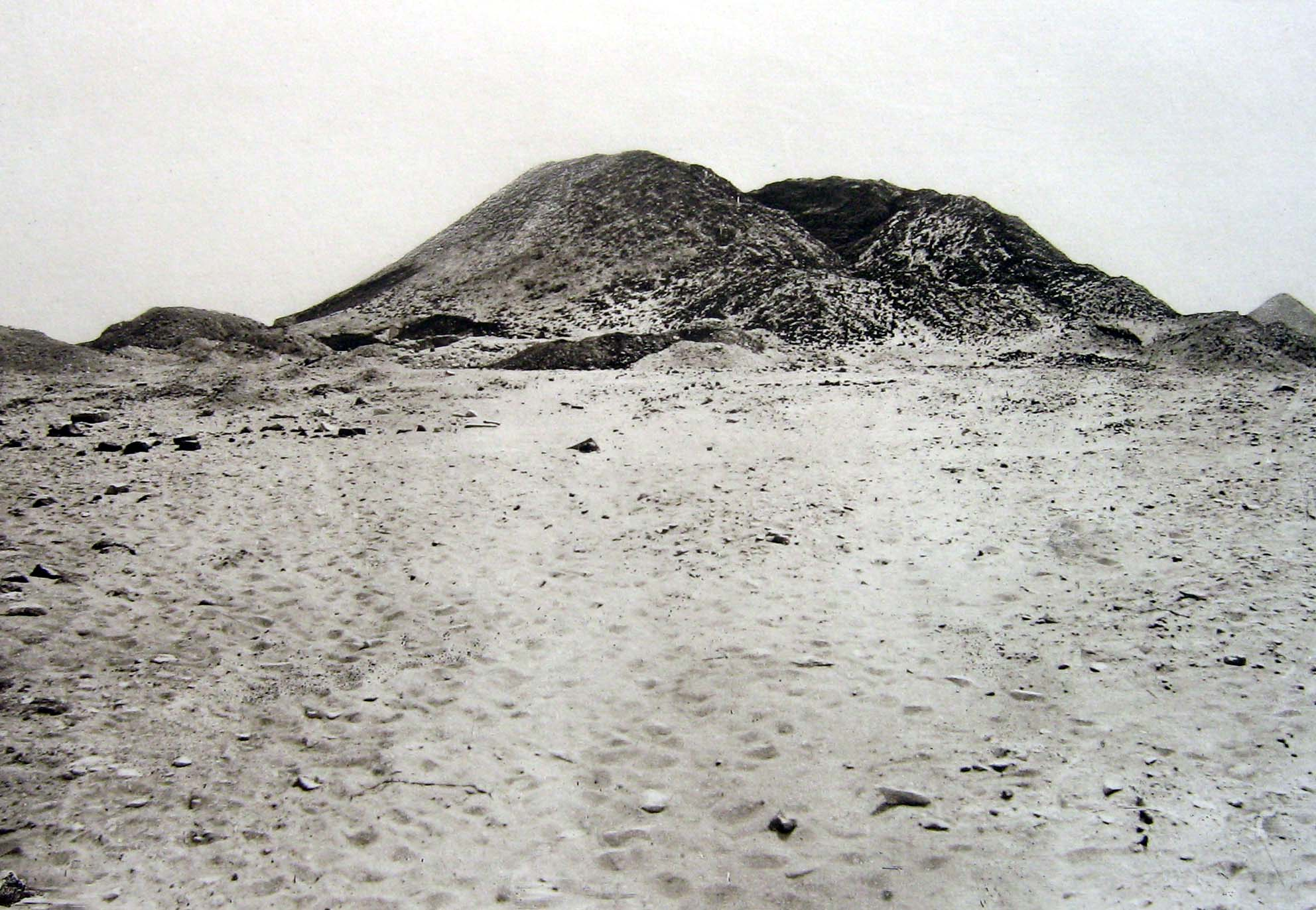
هرم سنوسرت الثالث